# Astacilla granulata
Astacilla granulata är en kräftdjursart som först beskrevs av Sars 1877.  Astacilla granulata ingår i släktet Astacilla och familjen Arcturidae. Arten har ej påträffats i Sverige. Inga underarter finns listade i Catalogue of Life.